# محمد طنا العنزي
محمد طنا طواري العنزي، من مواليد 1956 نائب سابق في مجلس الأمة الكويتي. كان يعمل طنا لواءً سابقًا بوزاره الداخلية الكويتية وعمل مدير أمن محافظة الجهراء ومبارك الكبير.